# Patrick Piazzalunga
Patrick Piazzalunga (Bérgamo, Italia, 17 de diciembre de 1986) es un dibujante de cómic italiano.

## Biografía
Toscano de adopción, a los 14 años de edad se inscribió en la Scuola Internazionale di Comics de Florencia. Tres años después debutó como entintador para la historieta John Doe de la editorial Eura, trabajando con Dimitri Gori sobre los lápices de Alessandro Giommetti. Piazzalunga empezó una colaboración con el director de la Scuola Internazionale di Comics, Marco Bianchini.
En 2008 participó en la realización de un motion comic para Nokia titulado "The Shadow of Ra’s Al Ghul", basado en la película de Batman "The Dark Knight", que vio la colaboración de DC Comics y Warner Bros. La historia fue escrita por Dennis O'Neil, dibujada por Giuseppe Camuncoli, Lorenzo Ruggiero y Pako Massimo y entintada por Piazzalunga y Gori, con colores de Fabio D'Auria, Andres Mossa y Micaela Tangorra.
Tras esta experiencia, Piazzalunga colaboró como entintador con el dibujante Marco Santucci para la historieta Dampyr de la editorial Bonelli. Con Santucci también trabajó para Marvel Comics, dibujando algunos álbumes de X-Factor, Siege: Spider-Man y Captain America: Forever Allies). Los dos trabajaron para la casa francesa Soleil en el cómic La Mandragore, con guion de Sylvain Cordurié. Como dibujante completo, ilustró algunas historias de Dampyr y una de Tex.